# デジタル (企業)
株式会社デジタル（英文表記：Digital Electronics Corporation）とは、大阪府大阪市中央区に本社を置く精密機械メーカーであった。
2017年9月1日、シュナイダーエレクトリックホールディングス株式会社と合併した。

## 概要
まだ、「デジタル」という言葉すら、それほど日本の社会では馴染み深くはなかった1972年（昭和47年）。『デジタル技術を利用した優れた製品を世に送り出し、社会に貢献したい。』そのような思いから設立された会社が「デジタル電子株式会社」であった。以来、今日に至るまで産業用機械を開発・販売し続けている。
みどり会の会員企業であり三和グループに属していた。

## 沿革
- 1972年（昭和47年）7月22日 - 大阪府八尾市に「デジタル電子株式会社」が設立。
- 1974年（昭和49年） - 商号を「株式会社デジタル」に変更。
- 1985年（昭和60年） - アメリカのシカゴに現地法人「International Digital Electronics Inc.」を設立。
- 1988年（昭和63年） - アメリカ法人の「International Digital Electronics Inc.」をシリコンバレーに移転。
- 1989年（平成元年）- 世界初の「プログラマブル表示器」を発表。
- 1990年（平成2年）
  - 顧客サービスの一環として、「技術サポートダイヤル」を開設。
  - カナダ法人「INDE Electronics,Inc.」を設立。
- 1991年（平成3年）- 世界初の「パネルコンピュータ」を発表。
- 1992年（平成4年）- 大阪府大阪市住之江区に移転。
- 1995年（平成7年）- 韓国ソウル市に「Pro-face Korea Co.,Ltd.」を設立。
- 1996年（平成8年）
  - オランダアムステルダムに「Pro-face Europe B.V.」を設立。
  - 品質管理・保証の国際規格「ISO9001」の認証を取得。
  - 世界初の「コントローラ付き表示器」を発表。
- 1997年（平成9年）
  - 日本証券業協会に株式を店頭登録。
  - 業界初のWindows対応の画面作成ソフトウェア「GP-Pro」を開発。
- 1998年（平成10年） - 大阪府和泉市のトリヴェール和泉に「和泉事業所」を開設。
- 1999年（平成11年） - マイクロソフト社との間で「Windows CE」のシステムインテグレータ契約を結ぶ。
- 2001年（平成13年）
  - アメリカ企業の「Xycom Automation,Inc.（現在の子会社である「Pro-face America, Inc.」）」を買収提携。
  - 世界各国の顧客のための「ワールドワイドサポート体制」が確立される。
  - 表示器付きコントローラ「ロジタッチ」を開発。
- 2002年（平成14年）
  - 「シュネデール・エレクトリックS.A.社」との間で企業活動全般における資本提携。
  - 中国の無錫に生産ラインを建設。
- 2011年（平成23年） - 同じくシュネデール・エレクトリック傘下であるシグナリング機器（警報・信号・表示灯）メーカーのアロー株式会社と合併。
- 2014年（平成26年）- 大阪府大阪市中央区に移転。
- 2017年（平成29年）9月1日 - シュナイダーエレクトリックホールディングス（株）と合併[1][3]。なお「Pro-face｣ブランドは引き続き維持される[4]。

## 主な商品

### HMI製品
- プログラマブル表示器（タッチパネル表示器）
- 表示器付きコントローラ
- 産業用コンピュータ
- フラットパネルディスプレイ
- 画面作成ソフトウェア「GP-Pro EX」 など

### シグナリング製品
- 音声合成警報器
- 電子音響機器
- モーターサイレン
- 積層式表示灯
- 回転灯 など

## デジタルの海外拠点
- Pro-face China International Trading Co., Ltd.（中華人民共和国）
- Wuxi Pro-face Electronics Co., Ltd.（中華人民共和国）
- Pro-face Korea Co., Ltd.（大韓民国）
- Pro-face Taiwan Co., Ltd.（中華民国（台湾））
- Pro-face South-East Asia Pacific Co., Ltd.（タイ王国）
- Pro-face Singapore（シンガポール）
- Pro-face Indonesia（インドネシア）
- Pro-face India（インド）
- Pro-face Australia（オーストラリア）
- Pro-face America, Inc.（アメリカ合衆国）
- Pro-face Brazil（ブラジル）
- Pro-face Canada（カナダ）
- Pro-face Mexico（メキシコ）
- Pro-face Europe B.V.（オランダ、ポーランド、ロシア、オーストリア）
- Pro-face Turkey （トルコ）
- Pro-face Pro-face Deutschland GmbH（ドイツ）
- Pro-face France S.A.S.（フランス）
- Pro-face Deutschland GmbH（ドイツ連邦共和国）
- Pro-face Italia S.p.a.（イタリア）
- Pro-face Northern Europe ApS（デンマーク）
- Pro-face Sweden AB（スウェーデン）
- Pro-face UK Ltd（イギリス）
- Pro-face España（スペイン）
- Pro-face Schweiz GmbH（スイス）